# Scapanea frontalis
Scapanea frontalis är en trollsländeart som först beskrevs av Hermann Burmeister 1839.  Scapanea frontalis ingår i släktet Scapanea och familjen segeltrollsländor. Inga underarter finns listade i Catalogue of Life.